# Перез-Дортона, Джакомо
Джакомо Перез-Дортона (фр. Giacomo Perez-Dortona; род. 11 ноября 1989, Ла-Сейн-сюр-Мер, Франция) — французский пловец, специализирующийся в плавании брассом. Чемпион мира 2013 года.

## Биография
Стал известен после чемпионата мира по водным видам спорта 2013 года в Барселоне. Плыл в комбинированной эстафете 4×100метров, где французы завоевали золото, на личных дистанциях 50 метров и 100 метров брассом. На дистанции 50 метров в первом раунде, проплыв за 27,78 секунды, занял 22 место и выбыл из соревнований. На дистанции 100 метров в первом раунде, проплыв за 1 минуту и 00,55 секунды, занял 19 место и выбыл из соревнований.
Участник чемпионат Европы по водным видам спорта 2014 года в Берлине. Плыл в комбинированной эстафете 4×100 метров, где французы завоевали серебро, на личных дистанциях 50 и 100 метров. На дистанции 50 метров в первом раунде, проплыв за 27,39 секунды, занял 3 место и вышел в полуфинал. В полуфинале, проплыв за 27,61 секунды, занял 6 место и вышел в финал. В финале проплыл за 27,54 секунды, таким образом занял 7 место. На дистанции 100 метров в первом раунде, проплыв за 1 минуту и 00,94 секунды, занял 9 место и вышел в полуфинал. В полуфинале, проплыв за 1 минуту и 00,51 секунды, занял 5 место и вышел в финал. В финале проплыл за 1 минуту и 00,38 секунды, таким образом занял 5 место.
Участник чемпионата мира по водным видам спорта 2015 года в Казани. Плыл в комбинированной эстафете 4×100 метров, где французы взяли бронзу, на личных дистанциях 50 метров и 100 метров брассом. На дистанции 50 метров в первом раунде, проплыв за 27,42 секунды, занял 10 место и вышел в полуфинал. В полуфинале, проплыв за 27,51 секунды, занял 14 место и выбыл из соревнований. На дистанции 100 метров в первом раунде, проплыв за 1 минуту и 00,80 секунды, занял 24 место и выбыл из соревнований.